# 396 (szám)
A 396 (római számmal: CCCXCVI) egy természetes szám.

## A szám a matematikában
A tízes számrendszerbeli 396-os a kettes számrendszerben 110001100, a nyolcas számrendszerben 614, a tizenhatos számrendszerben 18C alakban írható fel.
A 396 páros szám, összetett szám, kanonikus alakban a 22 · 32 · 111 szorzattal, normálalakban a 3,96 · 102 szorzattal írható fel. Tizennyolc osztója van a természetes számok halmazán, ezek növekvő sorrendben: 1, 2, 3, 4, 6, 9, 11, 12, 18, 22, 33, 36, 44, 66, 99, 132, 198 és 396.
Kilencszögszám.
A 396 négyzete 156 816, köbe 62 099 136, négyzetgyöke 19,89975, köbgyöke 7,34342, reciproka 0,0025253. A 396 egység sugarú kör kerülete 2488,14138 egység, területe 492 651,99357 területegység; a 396 egység sugarú gömb térfogata 260 120 252,6 térfogategység.